# Campeonato Lesoto de Futebol
Lesotho Premier League é a principal competição de futebol do Lesoto.

## Clubes 2014-15
- Bantu (Mafeteng)
- Kick4Life FC
- Lesotho Correctional Services (Maseru)
- Lesotho Defence Force FC (Maseru)
- LMPS (Maseru)
- Likila United
- Likhopo (Maseru)
- Linare FC (Leribe)
- Lioli FC (Teyateyaneng)
- Matlama FC (Maseru)
- Mphatlalatsane FC (Leribe)
- Nyenye Rovers (Leribe)
- Qoaling Highlanders
- Sandawana (Mpharane)

## Campeões
| Ano  | Clube           |
| ---- | --------------- |
| 1970 | Maseru Brothers |
| 1972 | Majantja        |
| 1973 | Linare          |
| 1974 | Matlama         |
| 1975 | Maseru          |
| 1976 | Maseru United   |
| 1977 | Matlama         |
| 1978 | Matlama         |
| 1979 | Linare          |
| 1980 | Linare          |
| 1981 | Maseru Brothers |
| 1982 | Matlama         |
| 1983 | LPF Maseru      |
| 1984 | LPF Maseru      |
| 1985 | Lioli           |
| 1986 | Matlama         |
| 1987 | Defence Force   |
| 1988 | Matlama         |
| 1989 | Arsenal         |
| 1990 | Defence Force   |
| 1991 | Arsenal         |
| 1992 | Matlama         |
| 1993 | Arsenal         |
| 1994 | Defence Force   |
| 1995 | Majantja        |
| 1996 | Roma Rovers     |
| 1997 | Defence Force   |
| 1998 | Defence Force   |
| 1999 | Defence Force   |
| 2000 | LCS             |
| 2001 | Defence Force   |
| 2002 | Lesotho         |
| 2003 | Matlama         |
| 2004 | Defence Force   |
| 2005 | Likhopo         |
| 2006 | Likhopo         |
| 2007 | LCS             |
| 2008 | LCS             |
| 2009 | Lioli           |
| 2010 | Matlama         |
| 2011 | Lesotho         |
| 2012 | Lesotho         |
| 2013 | Lioli           |
| 2014 | Bantu           |
| 2015 | Lioli           |
| 2016 | Lioli           |
| 2017 | Bantu           |
| 2018 | Bantu           |
| 2019 | Matlama         |
| 2020 | Bantu           |
| 2022 | Matlama         |
| 2023 | Bantu           |

## Performance dos Clubes
| Clube           | Cidade        | Títulos | Último Título |
| --------------- | ------------- | ------- | ------------- |
| Matlama         | Maseru        | 11      | 2022          |
| Defence Force   | Maseru        | 8       | 2004          |
| Lesotho         | Maseru        | 6       | 2012          |
| Bantu           | Mafeteng      | 5       | 2023          |
| Lioli           | Teyateyaneng  | 5       | 2016          |
| Arsenal         | Maseru        | 3       | 1993          |
| Linare          | Leribe        | 3       | 1980          |
| Maseru Brothers | Maseru        | 3       | 1981          |
| LPF Maseru      | Maseru        | 2       | 1984          |
| Likhopo         | Maseru        | 2       | 2006          |
| Majantja        | Mohale's Hoek | 2       | 1995          |
| Maseru          | Maseru        | 1       | 1975          |
| Police          | Maseru        | 1       | 1972          |
| Roma Rovers     | Maseru        | 1       | 1996          |

## Participações na Liga dos Campeões da CAF
| Clube           | N° | Anos                                           |
| --------------- | -- | ---------------------------------------------- |
| Maseru Brothers | 3  | 1971, 1977, 1982.                              |
| Majantja        | 2  | 1972, 1996.                                    |
| Police          | 1  | 1973                                           |
| Linare          | 3  | 1974, 1980, 1981,                              |
| Matlama         | 8  | 1978, 1979, 1983, 1987, 1989, 1993, 2004, 2011 |
| LPF Maseru      | 1  | 1984                                           |
| Lioli           | 4  | 1986, 2014, 2016, 2017                         |
| Defence Force   | 8  | 1988, 1991, 1995, 1998, 1999, 2000, 2002, 2005 |
| Arsenal         | 3  | 1990, 1992, 1994                               |
| Roma Rovers     | 1  | 1997                                           |
| Likhopo         | 1  | 2007                                           |
| Lesotho         | 3  | 2008, 2012, 2013                               |
| Bantu           | 3  | 2015, 2018, 2019.                              |

## Artilheiros
| Ano     | Artilheiros    | Time                     | Gols |
| 2000/01 | Lire Phiri     | Lesotho Defence Force FC | 30   |
| 2005/06 | Masupha Majara | Lesotho Defence Force FC | 9    |